# Стшелево (Західнопоморське воєводство)
Стшелево (пол. Strzelewo, нім. Strelowhagen) — село в Польщі, у гміні Новоґард Голеньовського повіту Західнопоморського воєводства.
Населення — 295 осіб (2011).
У 1975-1998 роках село належало до Щецинського воєводства.

## Демографія
Демографічна структура станом на 31 березня 2011 року:
|          | Загалом | Допрацездатний вік | Працездатний вік | Постпрацездатний вік |
| -------- | ------- | ------------------ | ---------------- | -------------------- |
| Чоловіки | 136     | 31                 | 99               | 6                    |
| Жінки    | 159     | 43                 | 87               | 29                   |
| Разом    | 295     | 74                 | 186              | 35                   |